# Obscurity
Obscurity (с англ. — «Безвестность») — немецкая мелодик-дэт-метал-группа, сформированная в 1997 году.
С 1997 по 2008 год все записи осуществлялись исключительно за счёт собственных средств. Группа не может себе позволить, чтобы их свобода творческого самовыражения была ограничена каким-либо контрактом. Поэтому контракты на распространение и запись были заключены только после завершения работы над альбомами. И только для четырех официальных пластинок к ним присоединился опытный продюсер/сопродюсер – Бони (вокалист Japanische Kampfhörspiele), давний друг и компаньон группы.

## Характеристики
Стиль
В первые годы своего существования Obscurity в основном играли блэк-дэт-метал с некоторыми влияниями викинг-метала. С 1998 года аспекты викинг-метала оказывают на группу все более доминирующее влияние, что проявляется в первую очередь в их текстах, а также немного в музыке.
Obscurity ограничиваются игрой на традиционных металлических инструментах (барабаны, гитары, бас). Другие инструменты, которые часто используются в пейган-метале, такие как клавишные, скрипки, флейты и средневековые инструменты, намеренно не используются.
Их музыка очень быстрая, тяжелая и наполнена гимноподобными мелодиями. Звук группы порой очень холодный и брутальный, но при этом гармоничный и упор делается на продюсирование. Он глубоко укоренился в «андерграунде», но все же очень запоминающийся.
Obscurity часто сравнивают с такими группами, как Amon Amarth, Naglfar, Dissection и Unleashed. Что касается некоторых музыкальных элементов Obscurity, в качестве отсылок упоминаются также Bathory или Immortal.
Лирика
Лирические темы Obscurity варьируются от боевых и воинственных до тем, заимствованных из скандинавской мифологии, а также включают чистый художественный вымысел. В первые годы своего существования они также использовали тексты, типичные для блэк-метала.
Дизайн обложек

## История
Obscurity была основана Агалазом (гитара), Арганаром (ударные), Незраком (вокал), Дорназом (гитара) и Зиу (бас) в 1997 году. Пять членов-основателей уже знали друг друга много лет, прежде чем решили внести свой собственный вклад в развитие метала.
Они выбрали название Obscurity, потому что в годы их становления их музыкальный стиль нельзя было четко отнести к определенному метал-жанру. Поскольку «безвестность» означает «тьму», а также «недостаток ясности», это удачное описание их всеобъемлющего музыкального размаха. Это даже подчеркивается влиянием викинг-метала, которое они развили на очень ранней стадии. Группы, играющие этот вид метала, часто выбирают названия, происходящие из скандинавской мифологии, поэтому название группы необычное, но репрезентативное.
Obscurity прочно отождествляет себя с Бергишес-Ланд и использует Бергишского льва, геральдическую эмблему графов и последующих герцогов Бергских, правивших там в средние века, в качестве «торговой марки», которая присутствует почти на всех релизах.
В 2003 году один из основателей Дорназ покинул группу. Он по-прежнему является резервным участником, а также выступал с ними на сцене на их 10-летнем юбилее. После ухода Дорназа его место занял опытный гитарист и давний друг Кортес. Благодаря его присоединению к группе они расширили свой музыкальный спектр. В том же году группа подписала с контракт Twilight на распространение своего альбома Thurisaz.
В 2006 году группа подписала новый контракт на запись и распространение следующего альбома Schlachten & Legenden с лейблом Massacre Records. В 2007 году Obscurity отметили свой 10-летний юбилей. Альбом Schlachten & Legenden был выпущен в апреле и распространялся лейблом Massacre Records/Soulfood.
В 2008 году группу покинул вокалист Незрак. В том же году группа подписала новый контракт с музыкальным лейблом SMP/Trollzorn.
Альбом Várar поступил в продажу в марте 2009 года и распространялся SMP Records/Soulfood. Первоначально он планировался как концептуальный альбом, посвященный 2000-летию битвы в Тевтобургском лесу. В том же году Дорназ вернулся в группу.
Obscity явно дистанцировались от любых политически экстремистских взглядов на металлической сцене, заявив, что те, кто занимается металом, должны бороться с нацизмом и правым экстремизмом в целом. Они яростно выражают эту позицию в своих буклетах, в заявлениях в интервью, в объявлениях во время живых выступлений и даже в одной из своих песен.

## Участники
Текущий состав

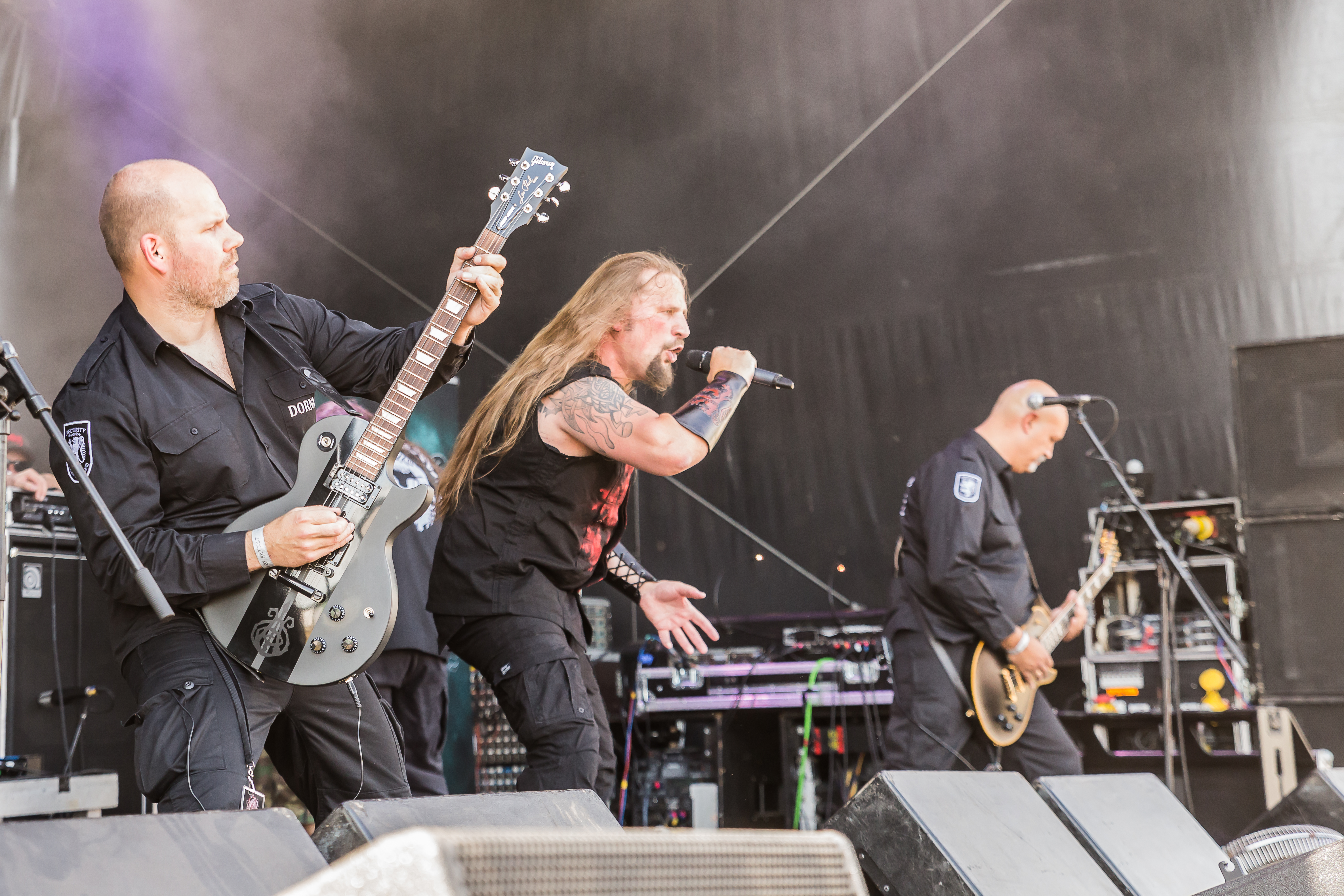
Участники группы на Metal Frenzy 2018 в Германии.

- Agalaz – гитары (1997–2009), вокал (2008–настоящее время)
- Dornaz – гитары (1997–2004, 2009–настоящее время)
- Askar – гитары (2018 – настоящее время)
- Ziu – бас (1997 – настоящее время)
- Zorn – барабаны (2018 – настоящее время)

Бывшие участники
- Nezrac – ведущий вокал (1997–2008)
- Arganar – барабаны (1997–2016)
- Cortez – гитары (2004–2018)
- Draugr – барабаны (2016–2018)

Временная шкала

## Дискография
- Bergisch Land (2000)
- Thurisaz (2003)
- Schlachten & Legenden (2007)
- Várar (2009)
- Tenkterra (2010)
- Obscurity (2012)
- Vintar (2014)
- Streitmacht (2017)
- Skogarmaors (2021)